# Éditions Les Hauts-Fonds
 (septembre 2024).
Si vous disposez d'ouvrages ou d'articles de référence ou si vous connaissez des sites web de qualité traitant du thème abordé ici, merci de compléter l'article en donnant les références utiles à sa vérifiabilité et en les liant à la section « Notes et références ».
Les éditions les Hauts-Fonds sont une maison d'édition bretonne fondée à Brest par l'écrivain Alain Le Saux en 2008. Elle est spécialisée dans la publication d'œuvres littéraires et poétiques.

## Auteurs publiés par les Hauts-Fonds
- Patrice Beray
- Guy Cabanel
- René Crevel
- Klaus Ebner
- D.G. Helder
- Gordon Jarvie
- Paol Keineg
- Jacques Lacomblez
- Jean-Yves Le Disez
- Alain Le Saux
- Jean-Paul Martino
- Alice Massénat
- Fátima Rodríguez
- Claude Tarnaud